# Laurent Pellecuer
Laurent Pellecuer est un navigateur et un skipper professionnel français, né en 1974.

## Biographie
Né à Montpellier le 10 février 1974, ingénieur de formation, il s'est fait connaître en 2005 avec sa victoire d'etape à Crosshaven lors de la Solitaire du Figaro et sa victoire sur la transat AG2R 2008. Membre fondateur du Centre d'entraînement Méditerranée. Il habite à Montpellier dans l'Hérault.

## Palmarès
- 2014 : 
  -  3e de la Transat AG2R avec Alexia Barrier sur 30 Corsaires[1]
- 2011 : 
  -  3e de la Generali Solo
  - 8e de la Solitaire du Figaro
- 2010
  - 12e de la Solitaire du Figaro
  - 8e de la Transat AG2R associé à Eric Drouglazet
- 2009 :  vainqueur du Tour de Bretagne à la voile avec Eric Drouglazet
- 2008 :  vainqueur de la Transat AG2R avec Jean-Paul Mouren sur SNEF et Cliptol Sport[2]
- 2007 :
  - 18e de la Solitaire Afflelou Le Figaro
  -  2e : de la Cap Istanbul
  - abd du Trophée BPE -
- 2006
  - 16e de la Solitaire Afflelou Le Figaro
  - 16e de la Solo Méditerranée
  - 4e de la Vakko Cannes Istanbul
- 2005
  - 6e de la Solitaire Afflelou Le Figaro
  -  1er : de la Roma per Due
  - 9e de la Generali Solo
  - 12e du Tour de Bretagne à la voile
  - 5e du Championnat de France en solitaire
- 2004
  - 12e de la Solitaire Afflelou Le Figaro
  - 9e de la Transat AG2R Lorient/St-Barthélemy
  - 8e de la Generali Solo
- 2003
  - 8e de la Solitaire Afflelou Le Figaro
  - 5e du Trophée BPE St-Nazaire/Dakar
  - 5e de la solo Méditerranée
  - 10e de la Route du Ponant
  - 8e du Championnat de France en solitaire
- 2002
  - 18e de la Solitaire du Figaro
- 2001
  - 18e de la Solitaire du Figaro
  -  3e du Trophée BPE St-Nazaire/Dakar
- 2000 : 
  - 15e de la Transat AG2R Lorient/St-Barthélemy
- 1999 : 
  - 31e de la Solitaire du Figaro
- 1998 : 
  -  3e de la Transat AG2R Lorient/St-Barthélemy avec Jean-Paul Mouren sur Marseille Entreprise Qualité
- 1997 : 
  - 25e de la Solitaire du Figaro
- 1996 : 
  - 15e de la Solitaire du Figaro

## Anecdotes
En 2007 sur le Trophée BPE, Laurent Pellecuer abandonne au large du Portugal après avoir percuté une baleine ayant entrainé une importante voie d'eau.